# Maciej Banaszak
Maciej Banaszak (ur. 13 czerwca 1975 w Poznaniu) – polski przedsiębiorca, poseł na Sejm VII kadencji.

## Życiorys
Uzyskał wykształcenie średnie techniczne. W 1993 zajął się prowadzeniem działalności gospodarczej (m.in. w postaci salonu motocyklowego). Zaangażował się w działalność organizacji politycznych tworzonych przez Janusza Palikota. W wyborach parlamentarnych w 2011 uzyskał mandat poselski, kandydując z 1. miejsca na liście Ruchu Palikota w okręgu poznańskim i otrzymując 18 837 głosów. W październiku 2013, w wyniku przekształcenia Ruchu Palikota, został działaczem partii Twój Ruch. Kandydował bez powodzenia w wyborach do Parlamentu Europejskiego w 2014. W sierpniu tego samego roku przeszedł z TR do klubu poselskiego Sojuszu Lewicy Demokratycznej. W 2015 nie ubiegał się o poselską reelekcję. W 2020 został koordynatorem partii Nowa Demokracja – Tak w okręgu poznańskim, a w 2021 objął w niej funkcję wiceprzewodniczącego. Stanowiska te zajmował do 2023.
Jest żonaty, ma córkę.